# Hashiuchi Ryoma
Ryoma Hashiuchi (sinh ngày 22 tháng 4 năm 1989) là một cầu thủ bóng đá người Nhật Bản.

## Sự nghiệp câu lạc bộ
Ryoma Hashiuchi đã từng chơi cho FC Gifu và MIO Biwako Kusatsu.